# Surfe nos Jogos Olímpicos
O surfe é uma esporte aquático que foi disputado pela primeira vez nos Jogos Olímpicos na edição de 2020 em Tóquio. Dois eventos foram realizados, sendo um de cada gênero, na modalidade shortboard e sob regulamentação da Associação Internacional de Surfe.
Após estrear em Tóquio 2020 ao lado de outros três esportes (caratê, escalada esportiva e skate) e do retorno do beisebol/softbol, foi novamente incluído no programa dos Jogos Olímpicos de 2024, em Paris, mas com as disputas em Teahupoo, no Taiti, a mais de 15 mil quilômetros da capital francesa.

## Eventos
| Eventos              | 2020 | 2024 | Edições |
| -------------------- | ---- | ---- | ------- |
| Shortboard masculino | •    | •    | 2       |
| Shortboard feminino  | •    | •    | 2       |
|                      |      |      |         |
| Total de eventos     | 2    | 2    |         |

## Quadro de medalhas geral
| Ordem | País               | Medalha de ouro | Medalha de prata | Medalha de bronze |    |
| ----- | ------------------ | --------------- | ---------------- | ----------------- | -- |
| 1     | USA Estados Unidos | 2               |                  |                   | 2  |
| 2     | BRA Brasil         | 1               | 1                | 1                 | 3  |
| 3     | FRA França         | 1               |                  | 1                 | 2  |
| 4     | AUS Austrália      |                 | 1                | 1                 | 2  |
|       | JPN Japão          |                 | 1                | 1                 | 2  |
| 6     | RSA África do Sul  |                 | 1                |                   | 1  |
| TOTAL | TOTAL              | 4               | 4                | 4                 | 12 |